# William Herod
William Herod (* 31. März 1801 im Bourbon County, Kentucky; † 20. Oktober 1871 in Columbus, Indiana) war ein US-amerikanischer Politiker. Zwischen 1837 und 1839 vertrat er den Bundesstaat Indiana im US-Repräsentantenhaus.

## Werdegang
William Herod besuchte die öffentlichen Schulen seiner Heimat. Nach einem anschließenden Jurastudium und seiner Zulassung als Rechtsanwalt begann er im Bracken County in diesem Beruf zu arbeiten. Später zog er nach Columbus in Indiana, wo er weiter als Anwalt praktizierte. Gleichzeitig schlug er eine politische Laufbahn ein. In den Jahren 1829 und 1830 sowie nochmals im Jahr 1844 saß er als Abgeordneter im Repräsentantenhaus von Indiana; zwischen 1831 und 1846 gehörte er mehrfach dem Staatssenat an. Mitte der 1830er Jahre schloss Herod sich der damals gegründeten Whig Party an. Zwischen 1833 und 1837 war er Staatsanwalt im Bartholomew County.
Nach dem Tod des Abgeordneten George L. Kinnard wurde er bei der fälligen Nachwahl für den sechsten Sitz von Indiana als dessen Nachfolger in das US-Repräsentantenhaus in Washington, D.C. gewählt, wo er am 25. Januar 1837 sein neues Mandat antrat. Nach einer Wiederwahl konnte er bis zum 3. März 1839 im Kongress verbleiben. Im Jahr 1838 wurde er nicht bestätigt. Nach seinem Ausscheiden aus dem US-Repräsentantenhaus praktizierte Herod wieder als Rechtsanwalt. 1853 war er Gerichtsdiener am Bezirksgericht im Bartholomew County. In den 1850er Jahren wurde er Mitglied der 1854 gegründeten Republikanischen Partei. Ansonsten arbeitete er bis zu seinem Tod am 20. Oktober 1871 als Jurist.